# Masters of Nebulah Frost
Masters of Nebulah Frost – kaseta VHS norweskiego zespołu blackmetalowego Immortal wydana w 1995 roku przez francuską wytwórnię płytową Osmose, zawierająca teledyski do utworów „Blashyrkh (Mighty Ravendark)” oraz „Grim and Frostbitten Kingdoms” pochodzących z płyty Battles in the North wydanej tego samego roku.

## Lista utworów
1. „Blashyrkh (Mighty Ravendark)” – 4:34
2. „Grim and Frostbitten Kingdoms” – 2:47

## Twórcy
- Olve „Abbath” Eikemo – śpiew, gitara basowa
- Harald „Demonaz” Nævdal – gitara
- Jan Axel „Hellhammer” Blomberg – perkusja (wystąpił tylko w teledysku, nie brał udziału w nagrywaniu muzyki)
- David Palsar – reżyseria